# 제35회 인도 국제 영화제
제35회 인도 국제 영화제의 시상식에 관한 내용이다. 2004년 11월 29일부터 12월 9일까지 고아주에서 개최되었다. 이 에디션은 고아주에 영구 개최되는 최초의 글로벌 경쟁 에디션이다. 이번 에디션에서는 할리우드 블록버스터의 '해변 상영' 섹션이 처음으로 신설되었다.

## 수상 및 후보

### 심사위원특별상
- 아름다운 도시 - Faramarz Gharibian 수상
- Starukhi - Gennadi Sidorov 수상

### 골든 피콕상
- 아름다운 도시 - 아쉬가르 파라디 수상